# Burg Breidenbach
Die Burg Breidenbach ist eine abgegangene Niederungsburg bei der Gemeinde Breidenbach im Landkreis Marburg-Biedenkopf in Hessen.
Die von den Herren von Breidenbach erbaute Burg wurde 1213 erwähnt. Von der ehemaligen Burganlage ist nichts erhalten.